# ابواسحاق بونسی
ابراهیم بن علی بن احمد فهری شهرت‌یافته به شیوهٔ نام‌بَریِ ابواسحاق شریشی بونَسی (۱۱۷۷–۱۲۵۳م) ادیب اندلسی بود. در روستای بونس، شریش زاده شد. التعریف و الإعلام فی رجال ابن هاشم، التبیین و التنفیح لما ورد من الغریب فی کتاب الفصیح و کنز الکتاب از آثار اوست.